# Vizconde Gormanston

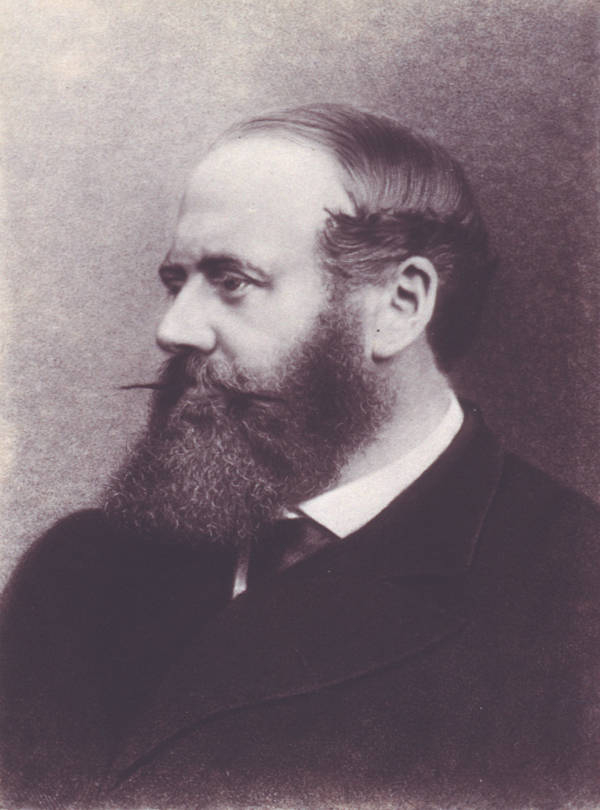
14º vizconde Gormanston GCMG.

Vizconde Gormanston es el título superior en la dignidad de vizconde de Irlanda que se creó en 1478, así como el más antiguo jamás vizcondado creado en las islas británicas.

## Historia
Sir Robert Preston, canciller del reino de Irlanda, es nombrado por convocatoria acerca de 1370 como barón Gormanston en la nobleza irlandesa. Su nieto, el cuarto barón, se desempeñó como señor-teniente de Irlanda. En 1478 se concedido la titulación del vizcondado Gormanston; su biznieto, el séptimo vizconde, fue un defensor del rey Jaime II de Inglaterra que fue ilegalizado después de la revolución gloriosa.
El año 1800 la legalidad por entrar en la cámara de los Lores (Irlandés) como el duodécimo vizconde Gormanston pueda suceder para Jenico Preston, biznieto del biznieto de Anthony Preston, el noveno vizconde Gormanston, sobrino del séptimo vizconde. El título de duodécimo vizconde fue heredado por su hijo, el decimotercero vizconde. En 1868 es creado así como barón Gormanston en el Co. Meath de la nobleza del Reino Unido, lo cual concedió a los vizcondes un asiento permanente en la cámara de los Lores (hasta 1999).